# Довгомостиська сільська рада
| Довгомостиська сільська рада — колишній орган місцевого самоврядування у Мостиському районі Львівської області з адміністративним центром у с. Довгомостиська. Історична дата утворення: в 1940 році. Водоймища на території, підпорядкованій даній раді: річки Раків, Глинець. Сільській раді були підпорядковані населені пункти: - с. Довгомостиська - с. Бортятин - с. Княжий Міст - с. Новосільці |

## Склад ради
Рада складалася з 20 депутатів та голови.

### Керівний склад ради
| ПІБ                     | Основні відомості                                                               | Дата обрання | Дата звільнення |
| ----------------------- | ------------------------------------------------------------------------------- | ------------ | --------------- |
| Павлів Оксана Йосипівна | Сільський голова, 1972 року народження, освіта, член Народного Руху України     | 26.03.2006   | 31.10.2010      |
| Павлів Оксана Йосипівна | Сільський голова, 1972 року народження, освіта середня спеціальна, позапартійна | 31.10.2010   |                 |

Примітка: таблиця складена за даними джерела